# Ahrenshagen-Daskow
Ahrenshagen-Daskow – gmina w Niemczech, wchodząca w skład urzędu Ribnitz-Damgarten w powiecie Vorpommern-Rügen, w kraju związkowym Meklemburgia-Pomorze Przednie.